# Reyes Estévez
Reyes Estévez (Cornellà de Llobregat, 2 agosto 1976) è un mezzofondista spagnolo.

## Biografia
Vinse la prova dei 1500 m dei Campionati europei di atletica leggera 1998 di Budapest, il suo più grande successo.
Inoltre vinse la medaglia di bronzo nei 1997 e 1999, nonché nei Campionati europei di atletica leggera indoor 2005, sia nel 1 500 che nei 3000 m, più una medaglia d'argento nei Campionati del mondo di atletica leggera indoor 2001 e nei Campionati europei di atletica leggera 2002.

## Palmarès
| Anno | Manifestazione    | Sede              | Evento       | Risultato  | Prestazione | Note                                     |
| ---- | ----------------- | ----------------- | ------------ | ---------- | ----------- | ---------------------------------------- |
| 1994 | Mondiali juniores | Lisbona           | 1500 m piani | 4º         | 3'42"98     |                                          |
| 1997 | Europei under 23  | Turku             | 1500 mpiani  | Oro        | 3'42"37     |                                          |
| 1997 | Mondiali          | Atene             | 1500 m piani | Bronzo     | 3'37"26     |                                          |
| 1998 | Europei           | Budapest          | 1500 m piani | Oro        | 3'41"31     |                                          |
| 1999 | Mondiali          | Siviglia          | 1500 m piani | Bronzo     | 3'30"57     |                                          |
| 2001 | Mondiali indoor   | Lisbona           | 1500 m piani | Argento    | 3'51"25     |                                          |
| 2002 | Europei           | Monaco di Baviera | 1500 m piani | Argento    | 3'45"25     |                                          |
| 2005 | Europei indoor    | Madrid            | 1500 m piani | Bronzo     | 3'38"90     |                                          |
| 2005 | Europei indoor    | Madrid            | 3000 m piani | Bronzo     | 7'51"65     |                                          |
| 2008 | Giochi olimpici   | Pechino           | 1500 m piani | Batteria   | 3'39"62     |                                          |
| 2009 | Mondiali          | Berlino           | 1500 m piani | Semifinale | 3'37"55     | Miglior prestazione personale stagionale |
| 2010 | Europei           | Barcellona        | 1500 m piani | 4º         | 3'43"67     |                                          |

## Campionati nazionali
1996
- Bronzo ai campionati spagnoli, 1500 m piani - 3'52"90

1997
- Oro ai campionati spagnoli, 1500 m piani - 3'43"18
- Oro ai campionati spagnoli indoor, 1500 m piani - 3'52"74

1998
- Oro ai campionati spagnoli, 1500 m piani - 3'40"58

1999
- Bronzo ai campionati spagnoli, 1500 m piani - 3'44"18

2000
- Bronzo ai campionati spagnoli, 1500 m piani - 3'41"29

2001
- Bronzo ai campionati spagnoli, 1500 m piani - 3'40"05
- Oro ai campionati spagnoli indoor, 1500 m piani - 3'49"33

2002
- Argento ai campionati spagnoli, 1500 m piani - 3'38"86

2003
- Bronzo ai campionati spagnoli, 1500 m piani - 3'40"19
- 4º ai campionati spagnoli di corsa campestre - 11'30"

2004
- Oro ai campionati spagnoli, 1500 m piani - 3'42"26

2005
- Argento ai campionati spagnoli, 1500 m piani - 3'49"08
- Bronzo ai campionati spagnoli indoor, 3000 m piani - 7'51"65
- Bronzo ai campionati spagnoli indoor, 1500 m piani - 3'38"90

2006
- 6º ai campionati spagnoli, 1500 m piani - 3'43"83

2007
- 4º ai campionati spagnoli, 1500 m piani - 3'40"73

2008
- 11º ai campionati spagnoli di corsa campestre - 37'29"

2009
- Oro ai campionati spagnoli, 1500 m piani - 3'38"63

2010
- Bronzo ai campionati spagnoli, 1500 m piani - 3'39"53
- 14º ai campionati spagnoli di corsa campestre - 37'57"

## Altre competizioni internazionali
1998
- 9º alla San Silvestre Vallecana ( Madrid) - 30'42"
- Bronzo alla San Silvestre de Mostoles ( Móstoles), 6,2 km - 19'21"

1999
- 15º alla San Silvestre Vallecana ( Madrid) - 30'55"
- 25º al Cross Internacional de San Sebastian ( San Sebastián) - 34'24"
- 33º al Cross Internacional Ciudad de Granollers ( Granollers) - 32'43"

2001
- 26º alla San Silvestre Vallecana ( Madrid) - 31'38"
- 14º alla Carrera Internacional Noche de San Antón ( Jaén), 8,4 km - 25'12"
- 14º al Cross Ciudad de Haro ( Haro) - 37'20"

2002
- Argento in Coppa del mondo ( Madrid), 1500 m piani - 3'33"67
- 14º al Cross Ciudad de Haro ( Haro) - 35'17"

2003
- 24º alla San Silvestre Vallecana ( Madrid) - 30'52"
- 11º al Cross Ciudad de Valencia ( Valencia) - 12'24"

2004
- 11º alla Cursa Bombers ( Barcellona) - 30'07"
- 40º al Cross Internacional de Soria ( Soria) - 28'52"
- 9º al Valencia Cross Memorial Antonio Ferrar ( Valencia) - 29'50"

2005
- 20º alla San Silvestre Vallecana ( Madrid) - 31'09"
- 8º alla Cursa Bombers ( Barcellona) - 31'14"
- Bronzo alla Carrera Popular Carrefour-Zaragoza ( Saragozza), 9 km - 26'03"
- Bronzo alla Carrera Popular Ibercaja por la Integracion ( Saragozza), 5 km - 15'05"
- 44º al Cross Internacional de Soria ( Soria) - 28'57"

2006
- 6º alla Cursa Bombers ( Barcellona) - 30'27"

2007
- 12º alla Cursa Bombers ( Barcellona) - 31'08"
- Oro alla San Silvestre de Lloret de Mar ( Lloret de Mar), 5 km - 13'51"

2008
- Argento alla Nike+ Human Race ( Madrid) - 29'59"
- 4º alla Cursa Bombers ( Barcellona) - 30'03"
- 11º al Cross de Atapuerca ( Atapuerca) - 24'59"

2009
- 8º alla Cursa Bombers ( Barcellona) - 30'39"
- 5º alla Jean Bouin 10km ( Barcellona) - 30'39"
- 15º al Cross Internacional Ciudad de Valladolid ( Valladolid) - 32'14"

2010
- 5º alla Cursa Bombers ( Barcellona) - 30'15"
- 8º alla Crevillente San Silvestre ( Crevillente) - 31'58"
- 27º al Cross Internacional de Soria ( Soria) - 32'38"
- 10º al Cross International de la Constitución ( Alcobendas) - 31'36"
- 10º al Cross Internacional Ciudad de Valladolid ( Valladolid) - 30'00"

2018
- 151º alla Maratona di Berlino ( Berlino) - 2h33'44"

2019
- Oro alla Jean Bouin 10km ( Barcellona) - 32'34"

2020
- 11º alla Cursa dels Nassos ( Barcellona), 5 km - 14'03"